# Municipio de Harrison (condado de Miami)
El municipio de Harrison (en inglés: Harrison Township) es un municipio ubicado en el condado de Miami en el estado estadounidense de Indiana. En el año 2010 tenía una población de 759 habitantes y una densidad poblacional de 12,52 personas por km².

## Geografía
El municipio de Harrison se encuentra ubicado en las coordenadas 40°36′3″N 85°58′38″O / 40.60083, -85.97722. Según la Oficina del Censo de los Estados Unidos, el municipio tiene una superficie total de 60.63 km², de la cual 60,55 km² corresponden a tierra firme y (0,14 %) 0,09 km² es agua.

## Demografía
Según el censo de 2010, había 759 personas residiendo en el municipio de Harrison. La densidad de población era de 12,52 hab./km². De los 759 habitantes, el municipio de Harrison estaba compuesto por el 97,36 % blancos, el 0,26 % eran amerindios, el 0,13 % eran asiáticos, el 0,66 % eran de otras razas y el 1,58 % eran de una mezcla de razas. Del total de la población el 1,19 % eran hispanos o latinos de cualquier raza.